# Friends Of Love The Earth
Friends Of Love The Earth（フレンズ・オブ・ラブ・ジ・アース）は、アジアのミュージシャンによって結成された歌手ユニット。
松任谷由実との共演が主な活動だった。

## メンバー
- Dick Lee（ディック・リー　シンガポール）
- Xu Ke（許可、シュイ・クー、中国）
- amin（アミン、阿敏、中国）
- Lim Hyung Joo（イム・ヒョンジュ、임형주、林亨柱、韓国）

## 概要
- 松任谷由実が、2005年9月23日に愛・地球博長久手会場内EXPOドームで、愛・地球博の閉幕コンサートとして開催した「YUMING Love The Earth Final」（このコンサートでは、松任谷由実の曲が歌われた）で共演したアジア各国のアーティスト4人により結成。
- このコンサートで、5人のコラボレーションであるYUMING Love The Earth Finalのテーマソング『Smile again』（松任谷由実書き下ろし曲）が発表され、この曲は9月14日にモバイル先行配信、9月28日にPC配信による発売が開始されている。
  - 2006年2月15日にシングルCD（『虹の下のどしゃ降りで』のカップリング曲）として発売されるが、シングル曲のCDとして一般のCDショップでの発売は考えられていなかった。その大きな理由としては、CDでの発売より、パソコン等による配信のほうがアジアの人々に広く手に入れてもらえるからである。
  - 2005年の「iTunes Music Store」年間アルバムチャート1位、2006年1月18日付の全国有線放送ランキングチャート1位を獲得。
- 2005年10月21日、僕らの音楽2に出演。
- 第56回NHK紅白歌合戦に上海のホテル「和平飯店」屋上から生出演。（中継車の電波範囲の問題で黄浦公園からの中継も検討されたが、中国政府の許可が降りず断念し場所変更）
  - 瞬間最高視聴率42.5%（関東地区）の高視聴率を獲得。
- 2006年9月17日、名古屋国際会議場センチュリーホールで「Friends of Love The Earth 2006」が開催され、「Friends of Love The Earth Project」としてメンバーを増員し再結成。
  - このコンサートで、松任谷由実、平原綾香、ミー・リン、サンディー・ラムのコラボレーションによる配信限定楽曲「Color Of The Moon」が発表され、2006年11月1日にシングルCDとして発売された「Knockin' At The Door」も演奏された。
  - 新たに配信限定ラップ楽曲「WAKE UP(RAP+)」も製作された。

2011年3月27日、東日本大震災の復興を祈願して放送されたフジテレビ『FNS音楽特別番組 上を向いて歩こう 〜うたでひとつになろう日本〜』にて、松任谷由実の呼びかけによりメンバーが緊急来日し、フジテレビのスタジオからSmile again…を生歌唱した。

## ディスコグラフィ

### 配信限定シングル
1. Smile again : 松任谷由実 with Friends of Love the Earth（2005年9月14日）
  - のちにCDとしてリリース。
2. Knockin' At The Door : Friends Of Love The Earth Project（2006年8月30日）
  - のちにCDとしてリリース。オールスター・バージョンと、日本語、韓国語、英語バージョンの計4バージョンを別々に配信。
3. Color Of The Moon : Friends of Love The Earth Project featuring 平原綾香、ミー・リン、サンディー・ラム、松任谷由実（2006年9月13日）
4. WAKE UP (RAP+) : Friends of Love The Earth Project feat. HIROSHI FUJIWARA, EDISON CHEN （2006年9月13日）

### CDシングル
1. 虹の下のどしゃ降りで/Smile again（両A面） : 松任谷由実/松任谷由実 with Friends Of Love The Earth（2006年2月15日）
2. Knockin' At The Door : Friends of Love The Earth Project（2006年11月1日）

## 著作権の概要
松任谷由実によるオリジナルヴァージョンはJASRACに於いて2018年現在、内国作品／出典：PW(出版者詞曲者作品届)／作品コード 126-4968-6 ＳＭＩＬＥ　ＡＧＡＩＮとして登録。それ以外（日本語）以外の著作権概況は以下の通りである。
- 英語（ディック・リー）：外国作品／出典：PJ(サブ出版者作品届)／作品コード  0U5-6628-9 SMILE AGAIN /ENGLISH VERSION/
- 中国語（amin）：内国作品／出典：PC(出版者作曲者作品届)／作品コード  128-9733-7 ＳＭＩＬＥ　ＡＧＡＩＮ～ＣＨＩＮＥＳＥ　ＶＥＲＳＩＯＮ
- 韓国語（イム・ヒョンジュ）：内国作品／出典：PC(出版者作曲者作品届)／作品コード  128-9736-1 ＳＭＩＬＥ　ＡＧＡＩＮ～ＫＯＲＥＡＮ　ＶＥＲＳＩＯＮ

出版者・サブ出版はいずれも雲母音楽出版。英語版のみ他に出版者登録が存在するが「UNKNOWN PUBLISHER」となっており、また外国作品扱いであるため英語版の演奏・録音・出版等には注意が必要である。